# Pomarance
Pomarance es una localidad italiana de la provincia de Pisa, región de Toscana, con 6.106 habitantes.

Ubicación de la ciudad de Pomarance dentro de la provincia de Pisa.

## Evolución demográfica
| Gráfica de evolución demográfica de Pomarance entre 1861 y 2001 |
|                                                                 |
| Fuente ISTAT - Elaboración gráfica por parte de Wikipedia       |